# Віршень
«Віршень» — український поетично-музичний фестиваль, заснований письменником, видавцем і громадським діячем Сергієм Пантюком.
Організатори декларують таку мету фестивалю: «Популяризація української поезії, авторської пісні та небанальної музики, творча допомога талановитим авторам, які мешкають поза столицею, формування в Україні єдиного мистецького простору, сприятливого для творчого розвитку кожної особистості, яка прагне творити вітчизняну культуру».

## Історія
Вперше проведений 10 лютого 1996 у Чернівцях як оригінальне відзначення Сергієм Пантюком власного 30-річчя. Від того часу відбувається щороку 10-12 лютого і триває від 1 до 3-х днів.
З 2006 проходить у Києві.
До 2008 фестиваль називався «Під знаком Водолія», до 2012 — «Сліва-фест».
2012 вперше відбувся у форматі всеукраїнського поетично-музичного мега-марафону і тривав, окрім лютневої презентації, з 1 березня до 7 квітня у Києві, Львові, Кривому Розі, Черкасах, Харкові та Сімферополі. Також фестиваль відомий як мандрівний — його учасники гастролювали багатьма містами України.
Віршень 2015 зібрав українських поетів 15 лютого в Києві у верхній залі видавництва «Смолоскип».
У 2018 році фестиваль розпочав новий підпроєкт — «Мандрівний віршень». Традиційно розпочався у Києві, потім тривав у Кам'янець-Подільському та Чернігові.
У 2023 році Тетяна Шептицька видала науково-популярну книжку, присвячену фестивалю — «Сла(і)вень „Віршню“!»

## Учасники
За час існування фестивалю в ньому взяли участь митці з різних міст України.
Поети
Іван Андрусяк, Микола Антощак, Герасим'юк Олена, Гіо Арабулі, Ігор Астапенко, Віктор Баранов, Юрій Бедрик, Лесь Белей, Брати Капранови, Лала Багірова, Оксамитка Блажевська, Світлана Богдан, Наталка Боровик, Тетяна Бондар, Марина Брацило, Михайло Бриних, Ірина Василик, Христя Венгринюк, Людмила Весела, Тетяна Винник, Павло Вольвач, Влад Волочай, Оксана Гаджій, Вакуленко-К. Володимир, Ярослав Гадзінський, Василь Герасим'юк, Олена Гетьманець, Богдан-Олег Горобчук, Сашко Горський, Тарас Григорчук, Олекса Губський, Борис Гуменюк, Семен Хуанович Дакота, Олександр Данилюк, Світлана Дідух-Романенко, Юхим Дишкант, Анатолій Дністровий, Катерина Єгорушкіна, Марина Єщенко, Сергій Жадан, Михайло Жаржайло, Роман Жахів, Олена Задорожна, Артем Занора, Саша Зборовська, Катерина Звєрєва, Тетяна Землякова, Олександр Ірванець, Віктор Іщенко, Антон Йожик Лейба, Арсеній Капеліст (Тарасов), Ярослав Карпець, Анатель Клименко, Андрій Коваленко, Василь Кожелянко, Ірина Козлова, Олександр Колісник, Павло Коробчук, Олег Короташ, Олександр Косенко, Олег Коцарев, Вано Крюгер, Василь Кузан, Олексій Курінний, Оксана Куценко, Дмитро Лазуткін, Мирослав Лаюк, Вячеслав Левицький, Світлана Лісовська, Келя Ликеренко, Таня-Марія Литвинюк, Микита Лунін, Євгеній Лущиков, Анна Малігон, Іван Малкович, Тарас Малкович, Дмитро Мамчур, Ірина Мельник, Максим Меркулов, Алла Миколаєнко, Марина Миколаєнко, Ельвіра Молдован, Костянтин Мордатенко, Марта Мохнацька, Леся Мудрак, Олександра Новгородова, Юрій В. Нога, Остап Ножак, Уладзімір Някляєв (Бєларусь), Володимир Осипенко, Ольга Остапчук, Вікторія Осташ, Лесик Панасюк, Заза Пауалішвілі, Андрій Пермяков, Ілона Пікульська, Світлана Поваляєва, Юрко Позаяк, Наталка Позняк, Артем Полежака, Сярґей Прілуцкій (Пістончик), Леся П'ятак, Сергій П'ятаченко, Павло Рицар, Юлія Рій, Максим Розумний, Ольга Роляк, Олег Романенко, Роман Романюк, Олена Савела, Тетяна Савченко, Володимир Сердюк, Роман Скиба, Олег Соловей, Антоніна Спірідончева, Вікторія Стах, Юлія Стахівська, Олена Степаненко, Вікторія Ткаченко, Галина Ткачук, Каріна Тумаєва, Олександр Ушкалов, Катріна Хаддад, Лада Хортич, Тарас Федюк, Юлія Футей, Володимир Цибулько, Ірина Цілик, Тетяна Череп-Пероганич, Євгенка Чугуй, Євгенія Чуприна, Тетяна Шептицька, Юлія Шешуряк, Володимир Шовкошитний, Ірина Шувалова, Павло Щириця, Юхим Юзевір, Олексій Юрін, Оксана Яблонська, Люба Якимчук, Олександр Яровий, Андрій Тужиков, Ольга Калиновська, Олег Осташек та багато інших.
Прозаїки
Юрій Андрухович, Сергій Батурин, Павло Бондаренко, Андрій Кокотюха, Сашко Лірник, Леся Мручківська, Сергій Пономаренко, Радій Радутний, Сергій Русаков, Олесь Ульяненко та ін.
Барди, автори і виконавці власних пісень та співаної поезії, музиканти-акустики
Атанайя, Вітус Барабащук, Лариса Бережан, Ігор Білий, Олексій Бик, Віра Бондар, Кирило Булкін, Грицько Сулейманович Вагапов, Сергій Василюк, Тимофій Ведерник, Андрій Гавур, Тетяна Гурська, Дмитро Гуцало, Ярослав Джусь, Едуард Драч, Дмитро Добрий-Вечір, Кость Ігнатчук, Богдан Ільницький, Олександр Зарічний, Валентина Заха-Бура, Юлія Косівчук, Еміль Крупник, Маргарита Кулічова, Богдан Кутєпов, Микола Леонович, Дмитро Лінартович, Григорій Лук'яненко, Олександр Мадей, Євген Манженко-Сталкер, Олександр Музика, Олександр Маслюченко, Леся Найдюк, Віктор Нестерук, Володимир Невельський, Павло Нечитайло, Макс Паленко, Євген Петля, Володимир Пироженко, Леся Рой, Юрій Рудницький, Андрій Саєнко, Володимир Самайда, Володимир Смотритель, Олесь Старовойт, Єлизавета Стрий, Олег Сухарєв, Анатолій Сухий, Денис Суховій, Ігор Тітик, Марія Тілло, Неля Франчук, Христина Халімонова, Віктор Цимбалюк, Олег Шинкаренко, Яна Шпачинська, Валентина Люліч та ін..
Музичні гурти
«Артіш», «Вій», «Велосипед», «Вперше чую», «За вікном», «Запаска», «Нетутешні», «Образ», «Oranjeez», «Пропала грамота», «Рутенія», «Самі свої», «Телері», «Тінь Сонця», «Шпилясті кобзарі».

## Галерея

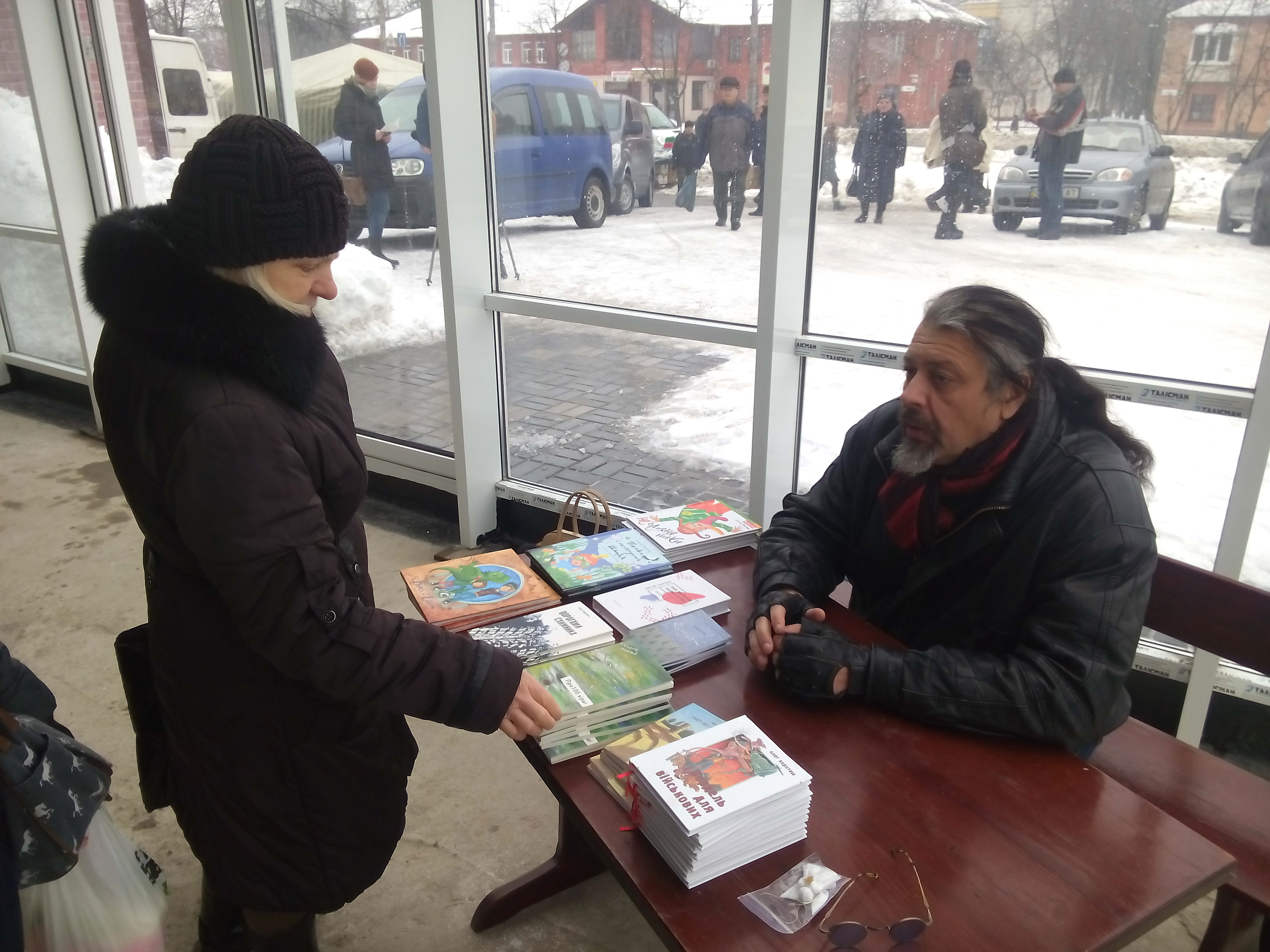
Сергій Пантюк із читачкою
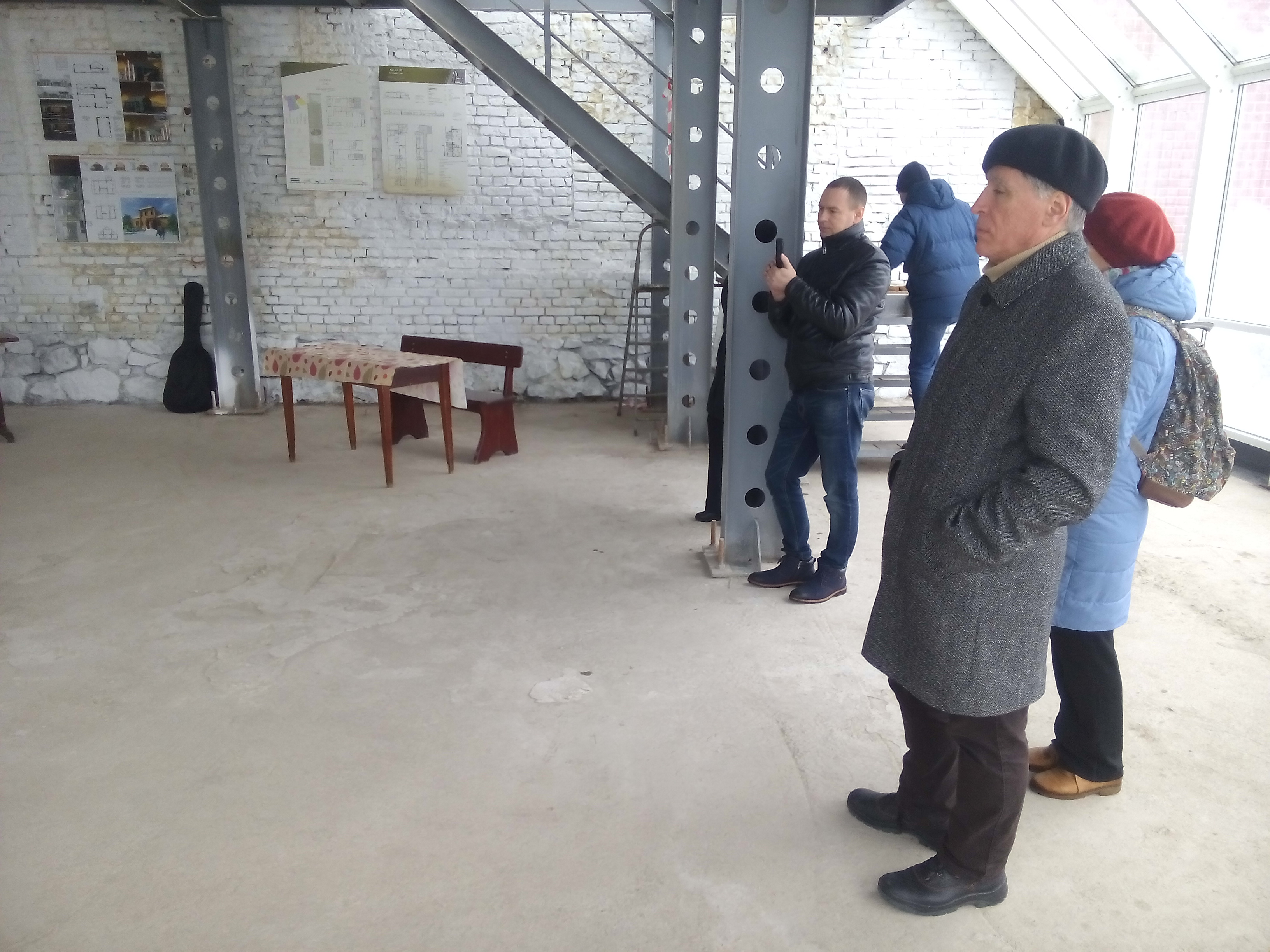
Глядачі
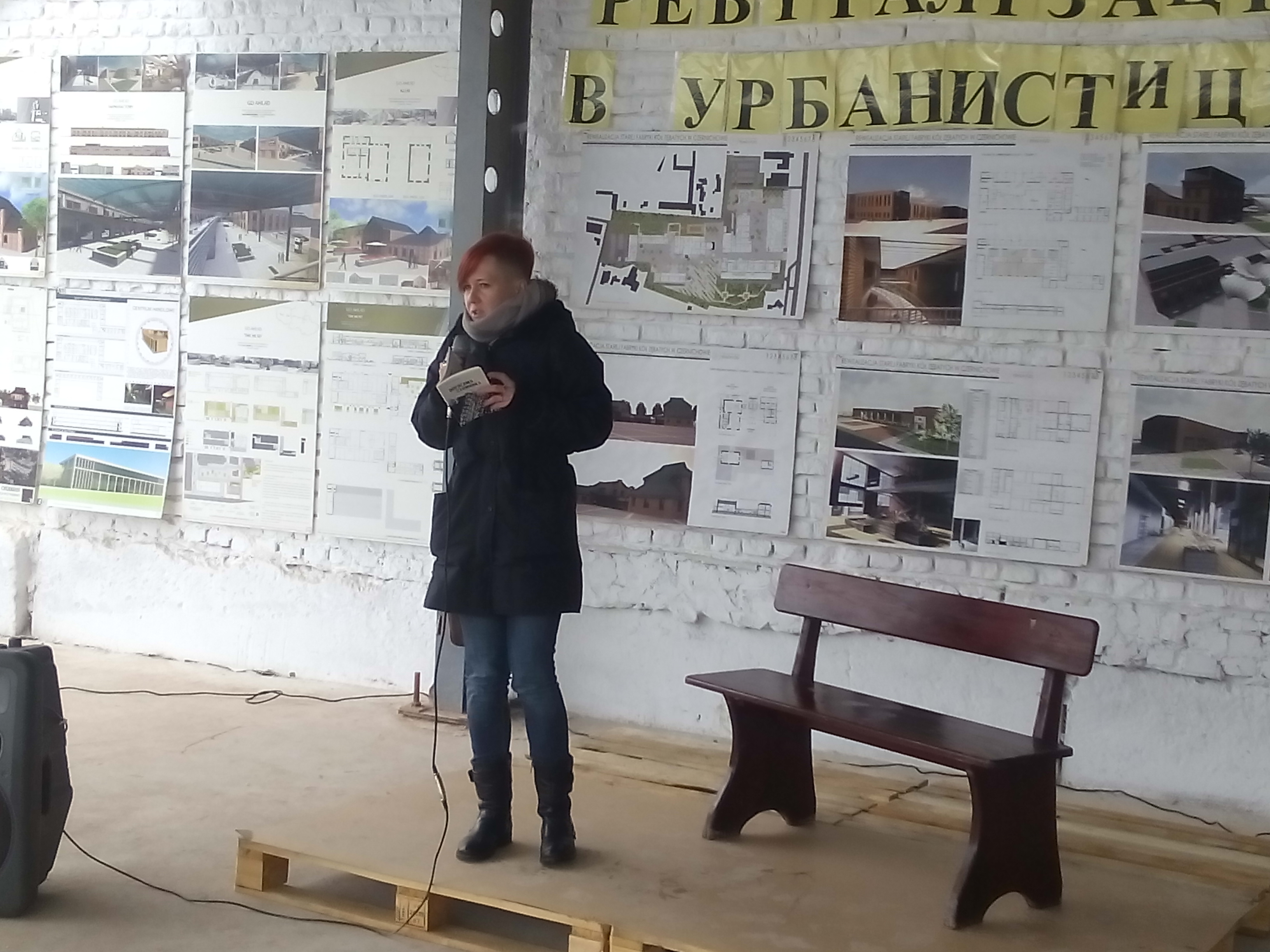
Олена Задорожна
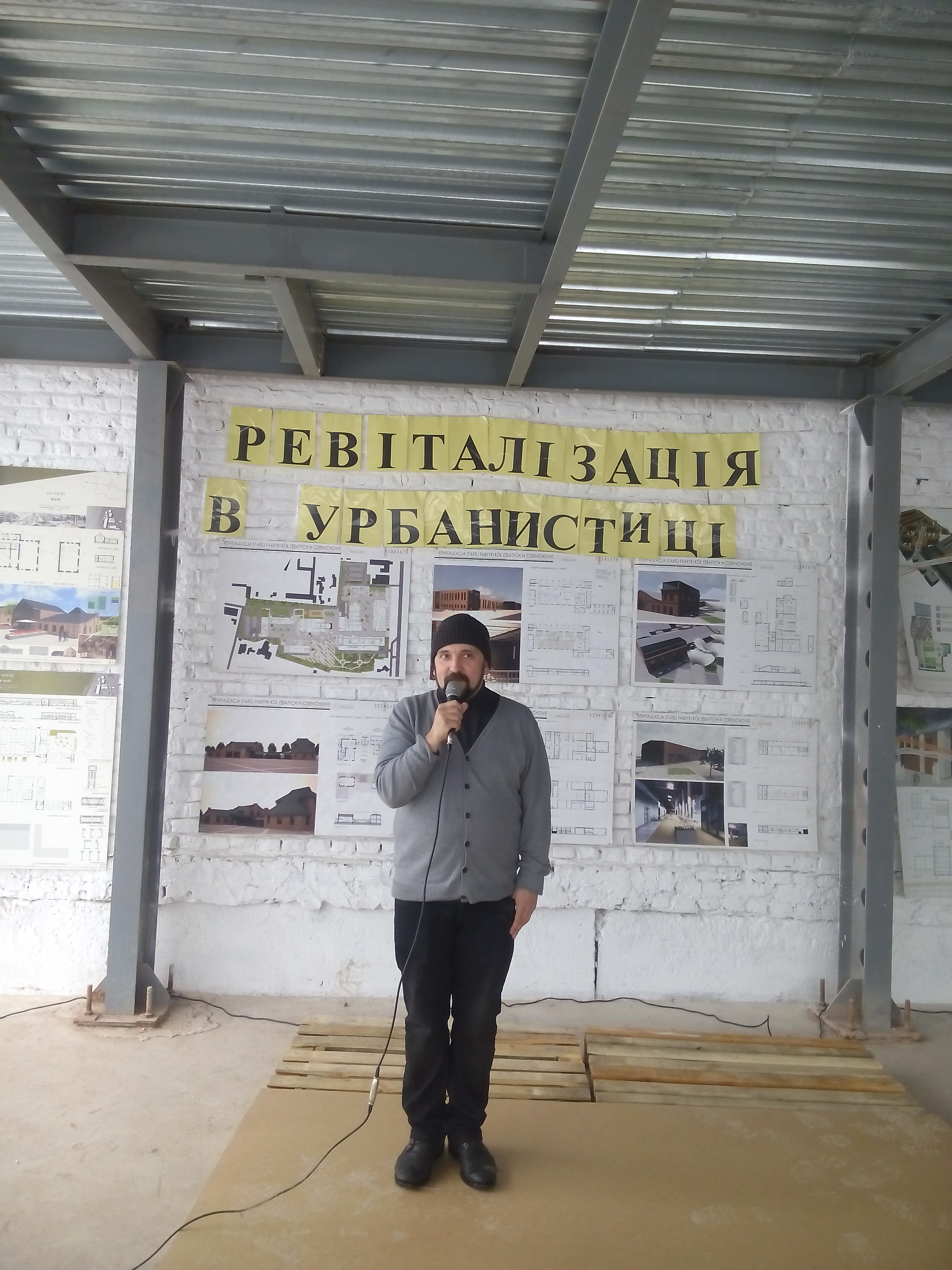
Дмитро Мамчур оголошує відкриття Віршня
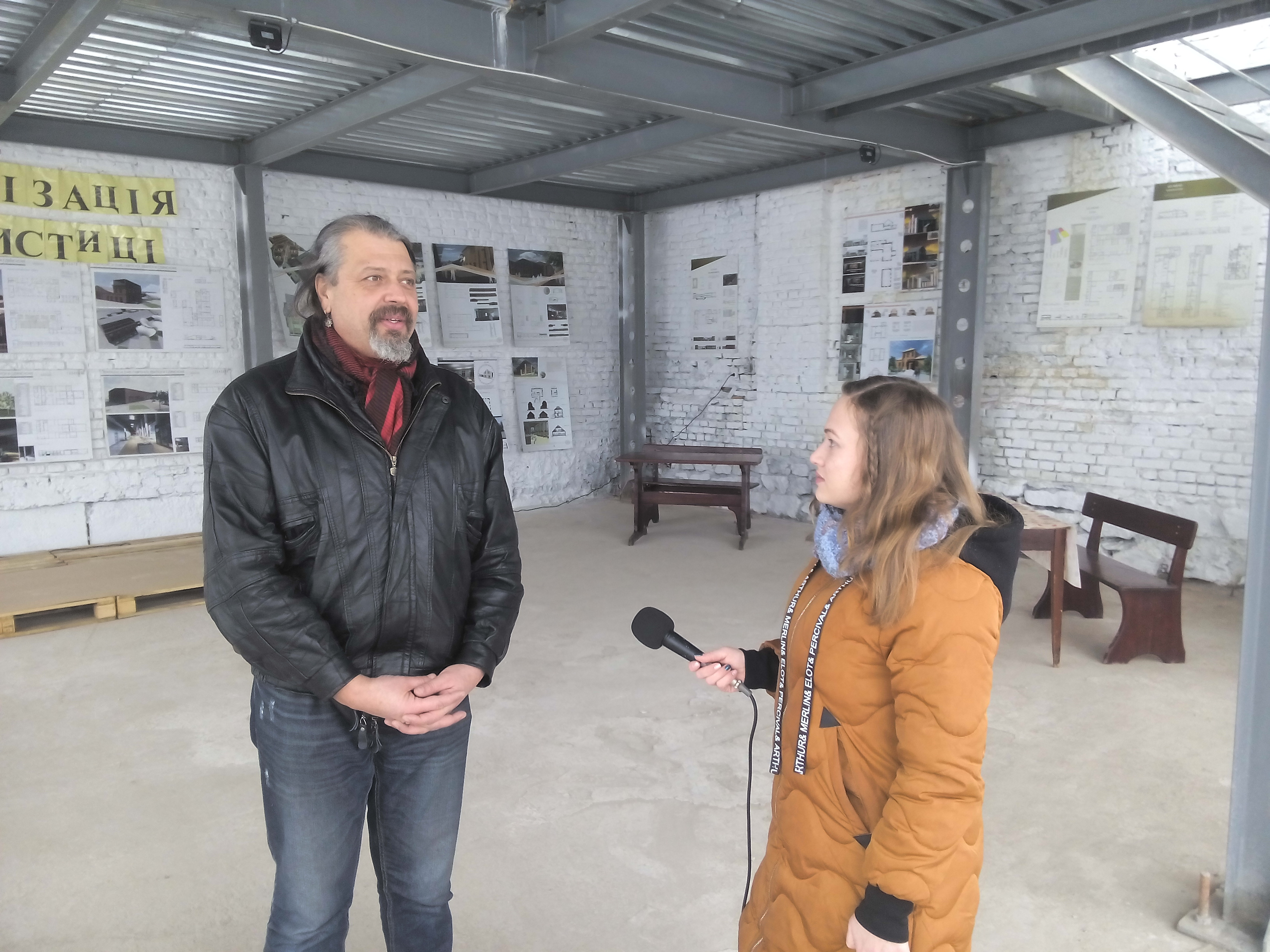
Сергій Пантюк дає інтерв'ю
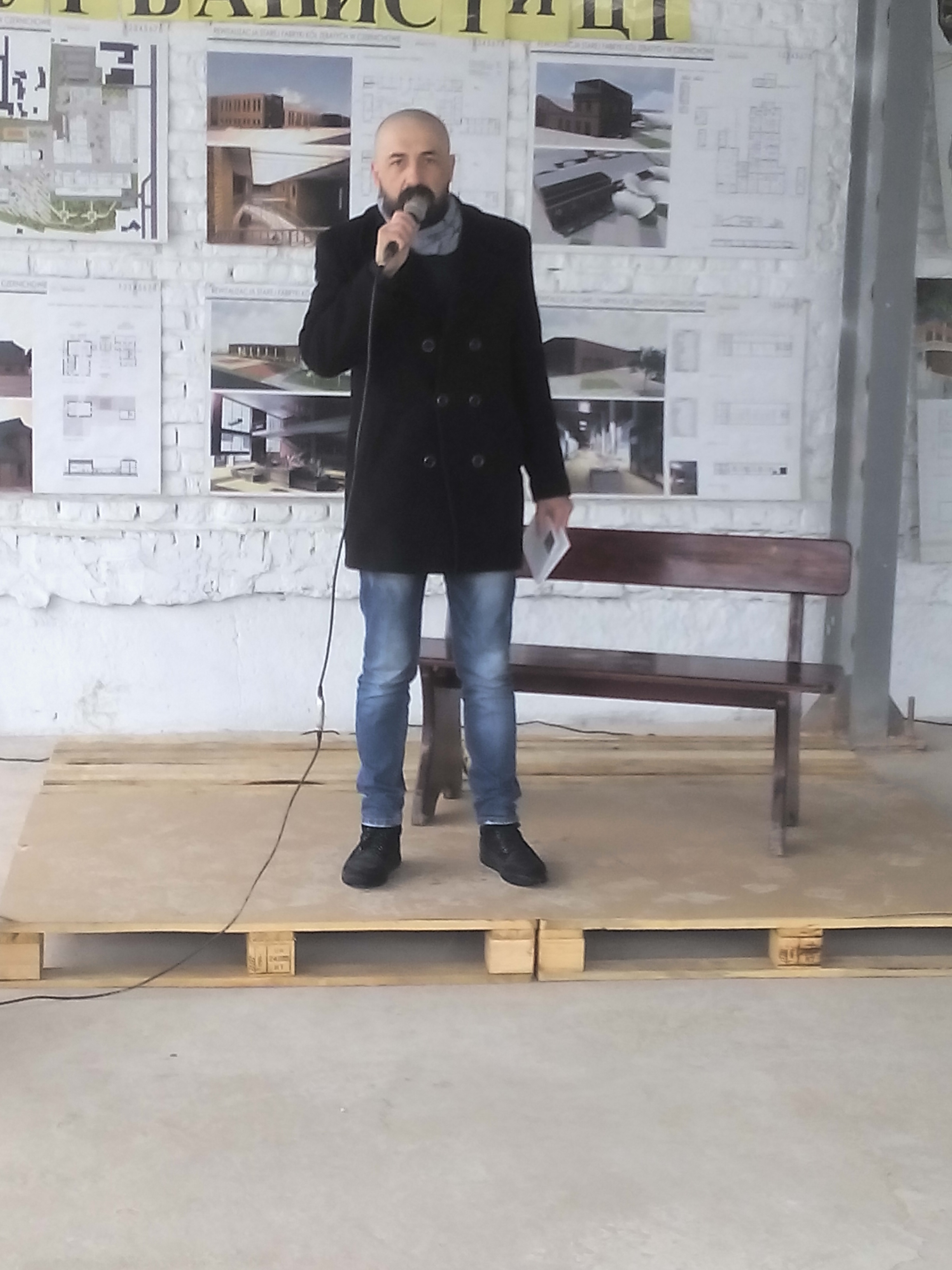
Олег Короташ
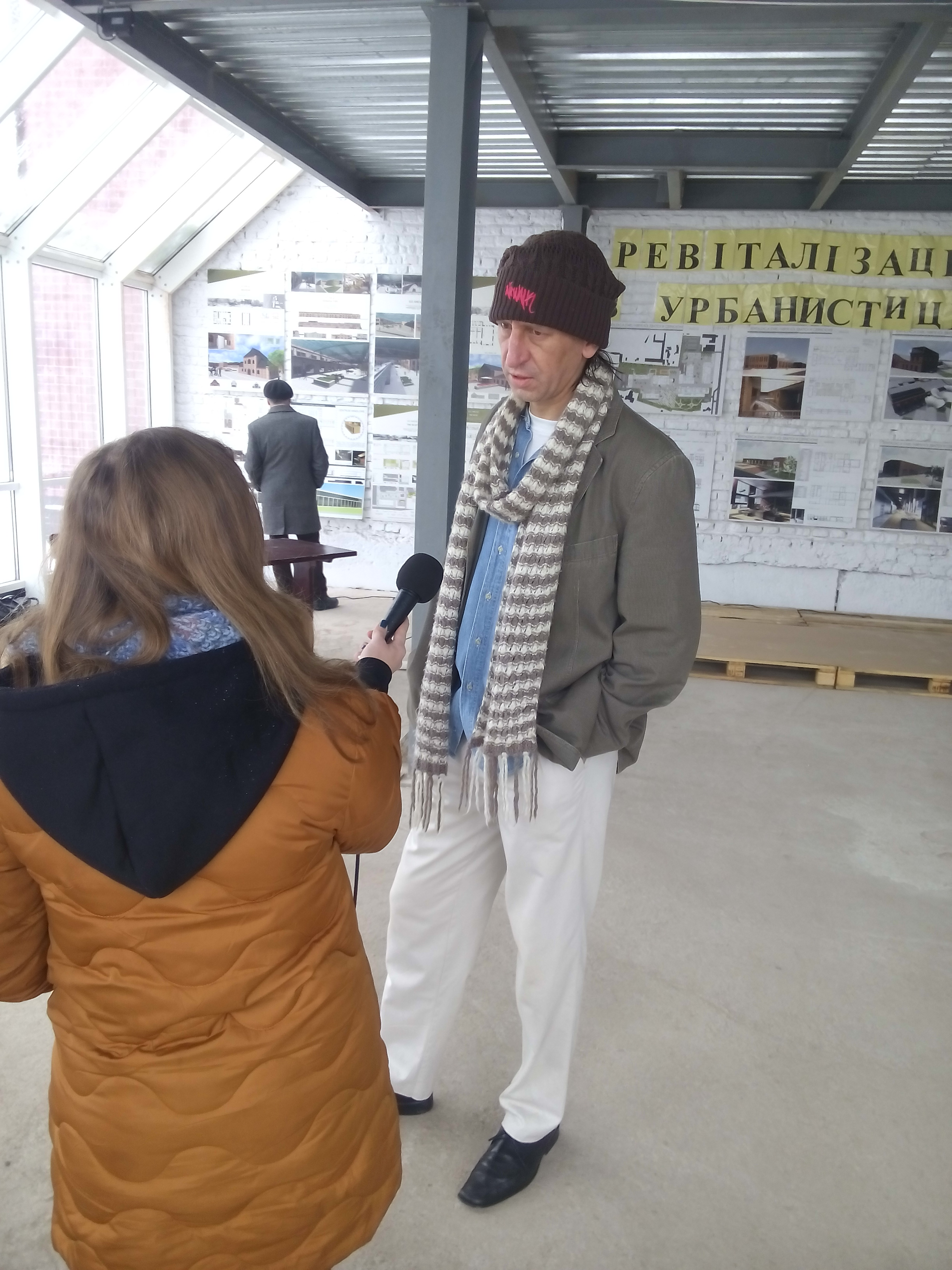
Олексій Биш дає інтерв'ю ТБ